# Посольство Азербайджана в Лондоне
Посольство Азербайджанской Республики в Соединенном Королевстве — дипломатическое представительство Азербайджана в Великобритании. Дипломатические отношения между двумя странами были установлены 1992 году, а посольство Азербайджана в Лондоне появилось — в 1994 году.

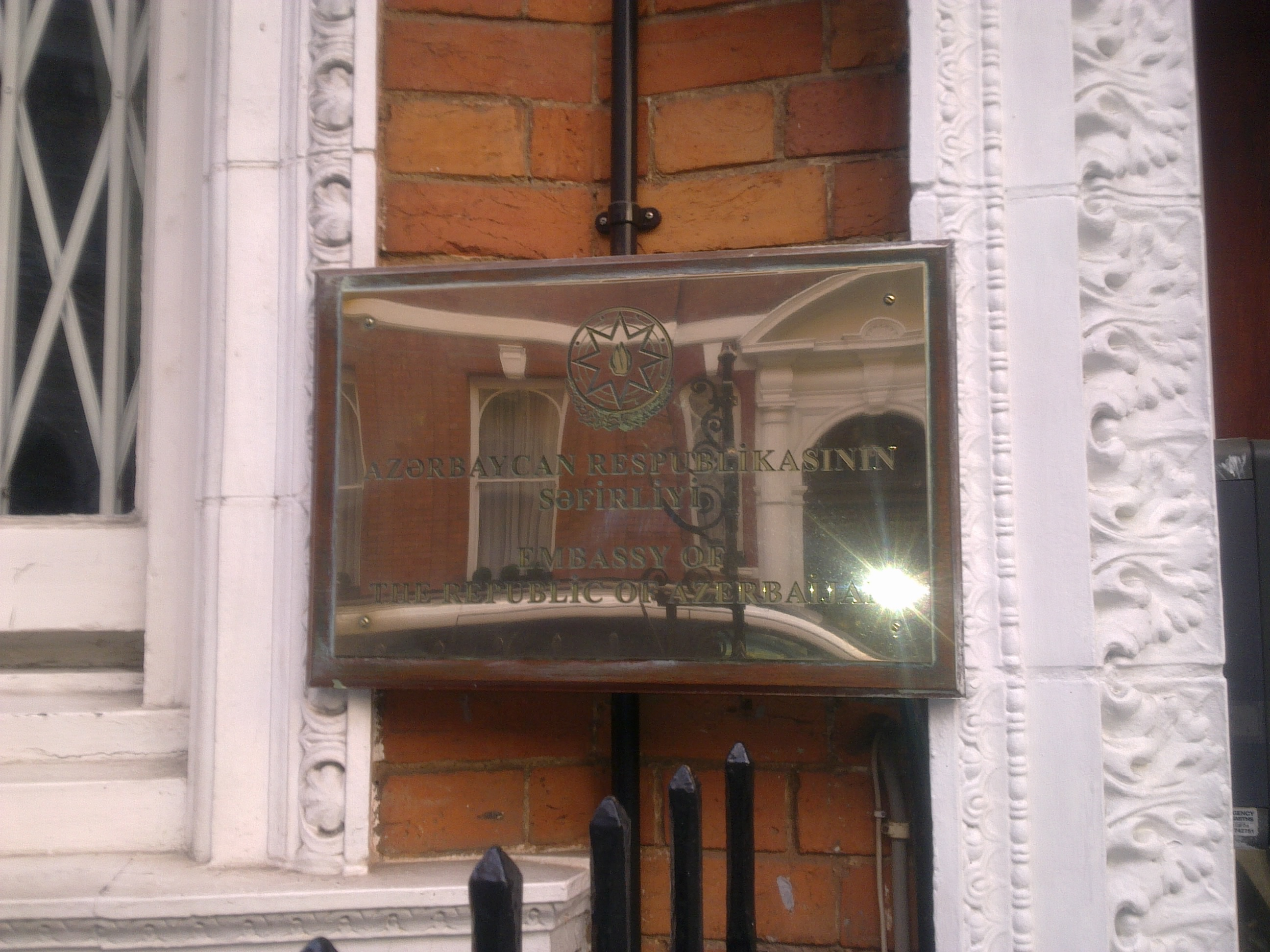
Дощечка снаружи посольства Азербайджана на азербайджанском и на английском языках с изображением герба Азербайджана.

## Список послов
- Махмуд Мамедкулиев — 25 ноября 1993 – 25 мая 2001[3]
- Фахраддин Гурбанов — 20 августа 2007 — 9 июля 2014[4]
- Таир Тагизаде — 9 июля 2014[5] — 23 июля 2021[6]
- Элин Сулейманов —  26 iyul 2021[7][8] —